# Lawrence C. Dodd
Lawrence C. Dodd (* 11. Dezember 1946 in Greenville, Texas) ist ein US-amerikanischer Politikwissenschaftler und Hochschullehrer.

## Leben und Wirken
Lawrence C. Dodd studierte von 1964 bis 1968 Politikwissenschaft und Geschichte an der Midwestern State University und erwarb hier den Bachelorgrad. Von 1968 bis 1969 setzte er sein Studium an der Tulane University fort und wechselte dann an die University of Minnesota, wo er 1972 zum Ph.D. promovierte. Von 1972 bis 1980 war er an der University of Texas at Austin tätig, zunächst als wissenschaftlicher Assistent, dann als außerordentlicher Professor. Bis 1986 hatte er eine Professur an der Indiana University Bloomington inne. Anschließend lehrte er bis 1995 an der University of Colorado. Seither ist er Professor an der University of Florida.
Dodd arbeitet vor allem über den Kongress der Vereinigten Staaten; das von ihm miterarbeitete Buch "Congress reconsidered" erschien 2021 in 12. Auflage. Dabei bedient er sich u. a. der Spieltheorie. Außerdem hat er sich mit dem Demokratieprozeß in Nicaragua beschäftigt.

## Veröffentlichungen (Auswahl)
- Party coalitions in multiparty parliaments. A game-theoretic analysis. In: American political science review, Bd. 68 (1974), S. 1093–1117.

- Coalitions in parliamentary government. Princeton University Press, Princeton 1976, ISBN 0-691-07564-6 (= Dissertation University of Minnesota).
- (mit Richard L. Schott): Congress and the administrative state. Wiley, New York 1979, ISBN 0-471-21741-7.
- (Mithrsg.): Congress reconsidered. 3. Aufl. Congressional Quarterly Press, Washington, D.C.1985, ISBN 0-87187-332-X (12. Aufl. 2021, ISBN 978-1-5443-4501-7).
- (Hrsg.): The dynamics of American politics. Approaches und interpretations. Westview Press, Boulder, Colo. 1994, ISBN 0-8133-1712-6.
- (Hrsg.): New perspectives on American politics. Congressional Quarterly Press, Washington, D.C. 1994, ISBN 0-87187-882-8.
- (mit Leslie E. Anderson): Nicaragua votes. The elections of 2001. In: Journal of democracy, Bd. 13 (2002), S. 80–94.
- (mit Leslie E. Anderson): Learning democracy. Citizen engagement and electoral choice in Nicaragua, 1990–2001. University of Chicago Press, Chicago 2005, ISBN 978-0-226-01972-7.
- (mit Leslie E. Anderson): Nicaragua. Progress amid regress? In: Journal of democracy, Bd. 20 (2009), S. 153–167.
- (Mithrsg.): Congress and policy change. Agathon Press, New York 2010, ISBN 1-280-65603-4.
- Congress and the Polarity Paradox. In: Congress and the Presidency, Bd. 39 (2012), S. 109–132.
- Thinking about Congress. Essays on Congressional change. Routledge, New York 2012, ISBN 978-0-415-99155-1.
- Congress in a Downsian World: Polarization Cycles and Regime Change. In: Journal of Politics, Bd. 77 (2015), S. 311–323.
- (mit Leslie E. Anderson u. Won-ho Park): Electoral competition and democratic decline in Nicaragua. Uncovering an electorally viable platform for the right. In: Democratization, Bd. 24 (2017), S. 970–986.